# یخ‌پوشه شفاف

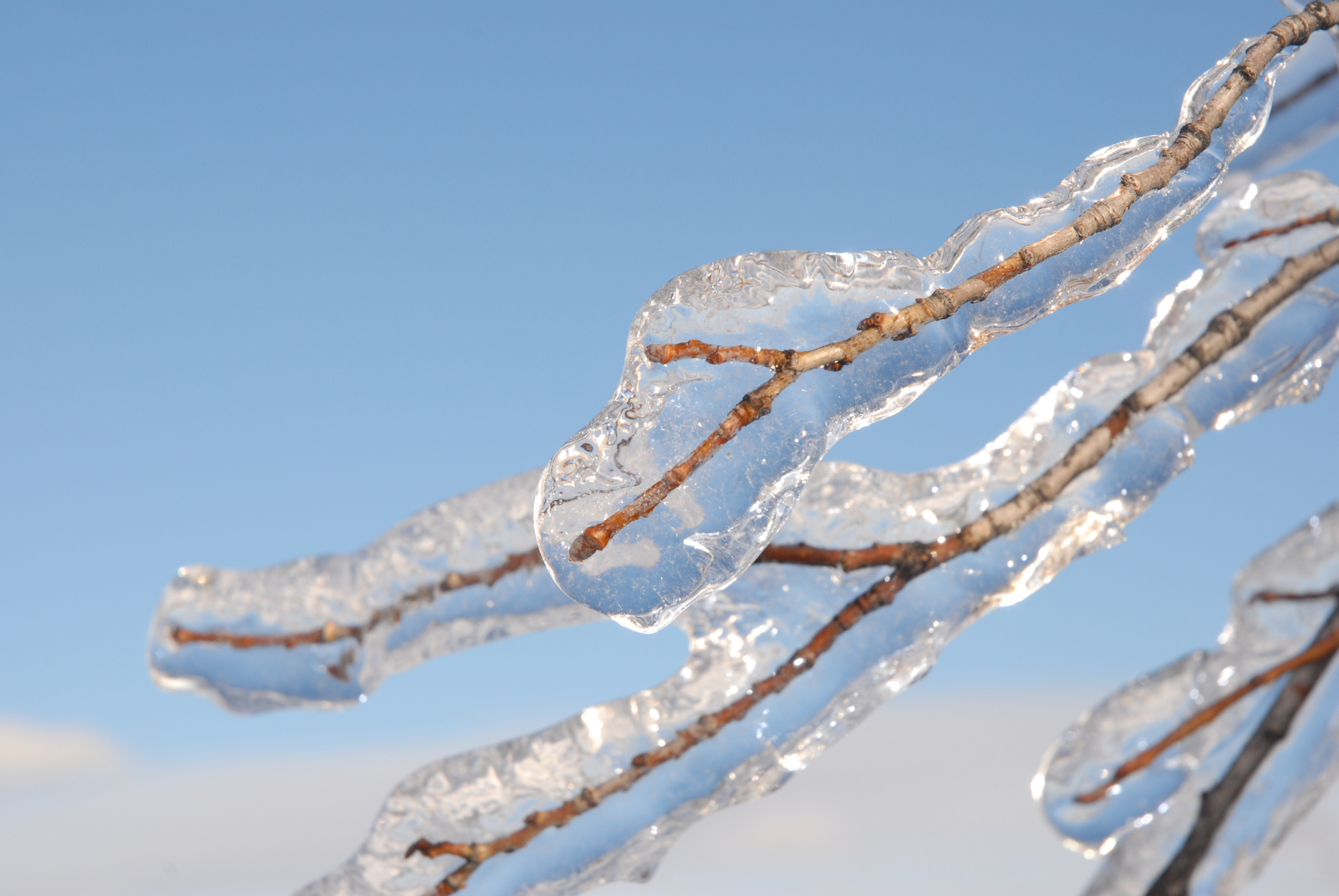
پوششی از یخ شفاف که هنگام یخ زدگی برروی سطوح تشکیل می شود

یخ‌شیشه (به انگلیسی: Glaze)، یخ شفاف (به انگلیسی: Glaze ice)، یخ پوشه شفاف، وقتی باران بر روی اشیا یا زمینی ببارد که دمای آن زیر نقطه انجماد است، به صورت لایه‌های یخ درمی آید که به آن یخ‌پوشه شفاف (glaze) گفته می‌شود. اگر این پوشش یخ ضخیم شود، در اثر جرم زیاد اثر تخریبی شدیدی در برخواهد داشت.
پوششی از یخ صاف، شفاف و همگن است که هنگام یخ‌زدگی باران یا دراز به سطح برخورد می‌کند. از نظر ظاهری شبیه به پاک کردن یخ است، که از قطرات آب سوپر مارکت شده تشکیل می‌شود. این یک اتفاق نسبتاً شایع در آب و هوای معتدل در زمستان است که بارش در هوای گرم تشکیل می‌شود و در زیر دمای یخ زدگی در سطح قرار می‌گیرد.

## جلوه‌ها
هنگامی که باران یخ‌زدگی یا دراز غلیظ باشد و طولانی نشود، یخ تشکیل شده نازک است. معمولاً فقط باعث آسیب‌های جزئی، از بین بردن درختان شاخه‌های مرده آنها و غیره می‌شود. صورت تجمع مقادیر زیاد، این یکی از خطرناک‌ترین انواع خطر زمستان است. هنگامی که لایه یخ از ۰٫۶ سانتی‌متر (۰٫۲۵ اینچ) بیشتر شود، اندام‌های درخت با شاخه‌هایی که به شدت در یخ پوشیده شده‌اند می‌توانند در زیر وزن بسیار زیاد شکسته شوند و روی خطوط برق بیفتند. در صورت وجود شرایط باد، این آسیب را تشدید می‌کند. خطوط برق که با یخ پوشانده می‌شوند بسیار سنگین می‌شوند و باعث می‌شوند قطب‌های پشتیبانی، عایق‌ها و خطوط شکسته شوند. یخی که در جاده‌های جاده ای شکل می‌گیرد، سفر وسیله نقلیه را خطرناک می‌کند. بر خلاف برف، یخ مرطوب تقریباً هیچ مشکلی ایجاد نمی‌کند و وسایل نقلیه حتی در دامنه‌های ملایم می‌لغزند. از آنجا که با شکل زمین یا جسم (مانند یک شاخه درخت یا ماشین) که در آن شکل می‌گیرد مطابقت دارد، توجه به آن اغلب دشوار است تا واکنش خیلی دیر باشد.

## نمونه‌هایی از خسارت[۵]
در فوریه ۱۹۹۴، طوفان یخی شدید باعث خسارت بیش از ۱ میلیارد دلار در جنوب ایالات متحده، در درجه اول در می‌سی‌سی‌پی، تنسی و آلاباما شد. یک طوفان بسیار شدید یخ زده شرق کانادا و شمال نیویورک و نیو انگلند در طوفان یخ در آمریکای شمالی از 1998.
نمونه دیگری از تأثیر یخ پوشه شفاف در طی یک رویداد باران یخ زدگی در طی یک زمستان غیرمنتظره شدید زمستان ۲۰۰۹–۲۰۱۰ در انگلستان. در اواخر ماه دسامبر و اوایل ژانویه برف شدید باران در بیشتر کشور رخ داده‌است. در هفته دوم ژانویه، بسیاری از راه‌ها و پیاده‌روها به دلیل استفاده از سنگ نمک سنگی توسط شوراهای محلی پاکسازی شده بودند. با این حال، در ساعات اولیه ۱۲ ژانویه یک جبهه خیس در سراسر کشور به وجود آمد و باعث باران منجمد و لعاب سنگین، به ویژه در جنوب و غرب یورکشایر شد. مناطقی از شمال انگلیس (به‌طور جدی، این باران پیش از نور اول متوقف شده بود). هنگامی که جمعیت محلی برای کار و مدرسه خود را آماده کردند، از پنجره‌های خود دیدند که جاده‌ها و پیاده‌روهای شفاف به نظر می‌رسد اما در واقع ورق‌های خائنانه یخی سیاه هستند. خودروها و اتوبوس‌ها تقریباً بلافاصله با دشواری شدید روبرو شدند و خدمات اضطراری به ده‌ها تصادف فراخوانده شد. عابران پیاده در دهکده هولفیرت تنها راه مطمئن برای پیشروی، خزیدن در هر چهار گوش را پیدا کردند. واحدهای حوادث و فوریت‌های پزشکی در بیمارستان‌های شفیلد، روتهام و بارنزلی مناطقی که توسط مردم با استخوان‌های شکسته، شکستگی‌ها و اسپری‌ها غرق شده بودند، و بسیاری از مدارس تعطیل شدند، زیرا برای دانش آموزان ناامن شده بود که سعی کنند راه خود را به آنجا برسانند.
در ۲۵ دسامبر ۲۰۱۰، باران یخبندان در مسکو و مجاورت سقوط کرد. تجمع یخ‌پوشه شفاف سبب چندین تصادفات و قطع برق شد که از این مهم‌ترین آسیب خسارت ناشی از دو خط برق در حال تغذیه فرودگاه Domodedovo بود و باعث خاموشی کامل فرودگاه و بیان راه‌آهن شد که آن را به شهر وصل کرد.در نتیجه، فرودگاه تعطیل شد و صدها مسافر در داخل بند بسته شدند که رانندگان تاکسی تا ۱۰ هزار روبل (۳۳۰ دلار آمریکا) برای یک ساعت رانندگی به سمت شهر شارژ می‌کردند.
در سال ۱۹۹۴ پرواز آمریکایی ایگل پرواز ۴۱۸۴ با ترافیک هوایی شدید و هوای نامساعد روبرو شد که ورود این پرواز را به فرودگاه بین‌المللی O'Hare شیکاگو، که قرار بود از مسیری از ایندیاناپولیس، ایندیانا فرود بیاید، به تعویق انداخت. ATR-72، یک توربوپراپ دو موتوره حمل ۶۸ نفر وارد یک الگوی برگزاری ۶۵ مایل (۱۰۵ کیلومتر) در جنوب شرقی اهار. با چرخش هواپیما، باران یخ زدگی لبه ای از یخ پوشه شفاف را بر روی سطح بالایی بال‌های خود ایجاد کرد و در نهایت باعث شد که موتور هواپیما به‌طور ناگهانی قطع شود و خلبانان کنترل هواپیما را از دست دهند. ATR در زمینه برخورد با زمینه زیر تجزیه شد. همه مسافران و خدمه کشته شدند.